# Lauren Weisbergerová
Lauren Weisbergerová (* 28. března 1977 Scranton, Pensylvánie) je americká spisovatelka. Je autorkou knižního románu Ďábel nosí Pradu, který se stal předlohou pro stejnojmenný film. Také napsala román Všechny důležité kontakty, Honička za Harrym Winstnem a Poslední noc v Chateau Marmont. Poslední jmenovaná kniha v Česku ještě nevyšla.
Jako malá žila se svou matkou a sestrou v Pensylvánii, odkud později vyrazila na studia na Cornellovu univerzitu. Dnes bydlí a pracuje v New Yorku.